# Top Model (Ba Lan mùa 7)
Mùa thứ bảy của Top Model được dựa trên chương trình America's Next Top Model của Tyra Banks, các thí sinh Ba Lan cạnh tranh với nhau trong một loạt các thử thách để xác định ai sẽ giành được danh hiệu Top Model Ba Lan tiếp theo.
Joanna Krupa cũng là giám khảo chính, và trở lại làm người dẫn chương trình mùa thứ bảy. Các giám khảo khác bao gồm nhà thiết kế thời trang Dawid Woliński, đạo diễn chương trình thời trang Kasia Sokołowska và nhiếp ảnh gia Marcin Tyszka. Đây là mùa thứ tư của chương trình có sự góp mặt của các thí sinh nam.
Giải thưởng của mùa này gồm một hợp đồng với D'vision Model Management, lên ảnh bìa bìa tạp chí Glamour Ba Lan, và giải thưởng tiền mặt trị giá 100.000zł và chiến dịch quảng cáo cho About You.
Điểm đến quốc tế trong mùa này là Sölden, Los Angeles, Antananarivo và Hamburg.
Người chiến thắng cuộc thi là Kasia Szklarczyk, 22 tuổi đến từ Bukowno.

## Các thí sinh
(Tuổi tính từ ngày dự thi)
| Thí sinh | Thí sinh              | Tuổi | Chiều cao               | Quê quán             | Bị loại ở | Hạng  |
| -------- | --------------------- | ---- | ----------------------- | -------------------- | --------- | ----- |
|          | Julia Frankowicz      | 17   | 1,80 m (5 ft 11 in)     | Klisino              | Tập 4     | 14    |
|          | Natalia Gorączka      | 20   | 1,75 m (5 ft 9 in)      | Poznań               | Tập 5     | 13    |
|          | Ange Sophie Reich     | 16   | 1,75 m (5 ft 9 in)      | Hamburg, Đức         | Tập 6     | 12–11 |
|          | Franciszek Strąkowski | 26   | 1,91 m (6 ft 3 in)      | Toruń                | Tập 6     | 12–11 |
|          | Żaklina Ta Dinh       | 24   | 1,72 m (5 ft 7+1⁄2 in)  | Jelenia Góra         | Tập 8     | 10    |
|          | Piotr Muszyński       | 29   | 1,91 m (6 ft 3 in)      | Gdańsk               | Tập 9     | 9     |
|          | Oliwia Zasada         | 19   | 1,73 m (5 ft 8 in)      | Czeladź              | Tập 10    | 8–7   |
|          | Szymon Reich          | 21   | 1,82 m (5 ft 11+1⁄2 in) | Warszawa             | Tập 10    | 8–7   |
|          | Daria Dąbrowska       | 18   | 1,67 m (5 ft 5+1⁄2 in)  | Sędziszów Małopolski | Tập 11    | 6     |
|          | Magdalena Przybielska | 20   | 1,79 m (5 ft 10+1⁄2 in) | Luân Đôn, Anh        | Tập 12    | 5–4   |
|          | Michał Borzuchowski   | 17   | 1,88 m (6 ft 2 in)      | Żmijewo-Trojany      | Tập 12    | 5–4   |
|          | Ania Markowska        | 26   | 1,76 m (5 ft 9+1⁄2 in)  | Kraków               | Tập 13    | 3     |
|          | Hubert Gromadzki      | 20   | 1,87 m (6 ft 1+1⁄2 in)  | Rzeszów              | Tập 13    | 2     |
|          | Kasia Szklarczyk      | 22   | 1,80 m (5 ft 11 in)     | Bukowno              | Tập 13    | 1     |

1. ↑  Trong thứ tự gọi tên là Sophie.
2. ↑  Trong thứ tự gọi tên là Franek.
3. ↑  Trong thứ tự gọi tên là Magda.

## Thứ tự gọi tên
| 1  | Sophie  | Oliwia  | Daria   | Magda         | Daria Hubert | Oliwia  | Daria  | Ania          | Hubert | Kasia        | Kasia  |
| 2  | Magda   | Michał  | Hubert  | Hubert        | Daria Hubert | Daria   | Ania   | Kasia         | Magda  | Hubert       | Hubert |
| 3  | Kasia   | Piotr   | Michał  | Michał        | Oliwia       | Ania    | Hubert | Michał        | Michał | Ania         | Ania   |
| 4  | Hubert  | Żaklina | Magda   | Kasia         | Kasia        | Hubert  | Szymon | Hubert        | Ania   | Magda Michał |        |
| 5  | Natalia | Ania    | Ania    | Szymon        | Piotr        | Szymon  | Magda  | Magda         | Kasia  | Magda Michał |        |
| 6  | Daria   | Kasia   | Szymon  | Piotr         | Michał       | Michał  | Michał | Daria         | Daria  |              |        |
| 7  | Michał  | Magda   | Żaklina | Daria         | Magda        | Kasia   | Kasia  | Oliwia Szymon |        |              |        |
| 8  | Julia   | Hubert  | Piotr   | Ania          | Ania         | Piotr   | Oliwia | Oliwia Szymon |        |              |        |
| 9  | Szymon  | Daria   | Sophie  | Żaklina       | Szymon       | Magda   | Piotr  |               |        |              |        |
| 10 | Piotr   | Sophie  | Kasia   | Oliwia        | Żaklina      | Żaklina |        |               |        |              |        |
| 11 | Oliwia  | Szymon  | Franek  | Franek Sophie |              |         |        |               |        |              |        |
| 12 | Żaklina | Franek  | Oliwia  | Franek Sophie |              |         |        |               |        |              |        |
| 13 | Franek  | Natalia | Natalia |               |              |         |        |               |        |              |        |
| 14 | Ania    | Julia   |         |               |              |         |        |               |        |              |        |

     Thí sinh được miễn loại
     Thí sinh bị loại
     Thí sinh ban đầu bị loại nhưng được cứu
     Thí sinh chiến thắng cuộc thi
1. ↑  Trong tập 1, 2 và 3 là các tập casting. Trong tập 3, nhóm thí sinh bán kết giảm xuống còn 14 thí sinh cuối cùng bước tiếp vào phần thi chính.
2. ↑  Trong tập 7, Żaklina ban đầu bị loại nhưng được cố vấn Michał Piróg cứu cô trở lại cuộc thi.

### Buổi chụp hình
- Tập 3: Tạo dáng theo nhóm trong nhiều chủ đề khác nhau (casting)
- Tập 4: 7 tội lỗi chết người ở thế giới hiện đại
- Tập 5: Adam và Eva trong Vườn địa đàng
- Tập 6: Những hoạt động hằng ngày ở dưới nước
- Tập 7: Gián điệp và con tin trên núi
- Tập 8: Sự hỗn loạn trong bữa tiệc Baroque
- Tập 9: Video thời trang: Thời trang mơ mộng trong ngôi nhà hoang cho Vogue
- Tập 10: Tạo dáng trong khi bị tạt sơn; Khỏa thân phần trên trong khi bị ném bột; Ảnh chân dung và toàn thân tự nhiên
- Tập 11: Trượt patinh, tay lướt sóng và người đi biển ở bãi biển Venice
- Tập 12: Haute Couture ở sa mạc
- Tập 13: Ảnh quảng cáo cho trang sức APART; Ảnh bìa tạp chí Glamour ở Nosy Iranja; Ảnh quảng cáo cho About You